# La nit de Cap d'Any
La nit de Cap d'Any (títol original en anglès, New Year's Eve) és una comèdia romàntica dirigida per Garry Marshall. La pel·lícula es va estrenar el 9 de desembre de 2011 a Amèrica del Nord i el 23 de desembre a Espanya. Ha estat doblada i subtitulada al català.
Protagonitzada per Michelle Pfeiffer, Jessica Biel, Jon Bon Jovi, Abigail Breslin, Sarah Paulson, Chris "Ludacris" Bridges, Robert De Niro, Josh Duhamel, Zac Efron, Frank Rangel, Héctor Elizondo, Katherine Heigl, Ashton Kutcher, Seth Meyers, Lea Michele, Sarah Jessica Parker, Til Schweiger, Hilary Swank, Sofía Vergara, Jake T. Austin, Carla Gugino, Cary Elwes entre d'altres.

## Argument
Durant l'últim dia de l'any 2011, la vicepresidenta de l'Alianza Times Square, Claire Morgan (Hilary Swank), està ultimant els preparatius per la caiguda de la bola amb l'ajuda del seu amic Brandon (Ludacris). Mentrestant, després que gairebé l'atropelli un cotxe i que li neguin unes vacances, la secretària d'Ahern Records, Ingrid (Michelle Pfeiffer), deixa el seu treball i li ofereix al repartidor, Paul (Zac Efron), entrades per al Ball de Màscares d'Ahern Records si aquest l'ajuda a complir una sèrie de propòsits d'Any Nou abans de mitjanit, cosa que ell accepta.
La germana de Paul, Kim (Sarah Jessica Parker), està tenint problemes amb la seva filla adolescent Hailey (Abigail Breslin), que vol passar la nit de cap d'any amb els seus amics i Seth (Jake T. Austin), el noi que li agrada, a Times Square. El millor amic de Paul, l'il·lustrador de còmics Randy (Ashton Kutcher), que odia la Nit de cap d'any des que la seva xicota el va deixar, es queda tancat en un ascensor amb Elise (Lea Michele), una aspirant a cantant que li farà els cors al músic Jensen (Jon Bon Jovi) durant la seva actuació a Times Square, Jensen també actua al ball d'Ahern Records, on es reaviven els seus sentiments per la seva ex-xicota Laura (Katherine Heigl).
En un hospital pròxim, Stan Harris (Robert De Niro), un home en l'última fase del seu càncer que rebutja la quimioteràpia i que només desitja veure la caiguda de la bola per última vegada, es veu acompanyat per la infermera, Aimee (Halle Berry), després que el seu doctor (Cary Elwes) li confessi que no li queda molt temps. En el mateix hospital, una jove parella, Tess (Jessica Biel) i Griffin (Seth Meyers), a punt de tenir al seu primer fill, competeixen amb una altra parella, Grace (Sarah Paulson) i James (Til Schweiger), pel premi atorgat a la família que tingui al primer bebè de l'any.
En un altre lloc, Sam (Josh Duhamel), un directiu important d'Ahern Records, intenta arribar al ball de la seva empresa, on ha de donar un important discurs, després que el seu cotxe s'espatlli en l'altra punta de Nova York. Tot mentre decideix si assistirà a una trobada amb una misteriosa dona que va conèixer i de la qual es va enamorar la Nit de cap d'any anterior.
Tan aviat com s'acosten les 12, una de les llums del panell de Times Square es fon, fet que provoca que la bola s'embussi i obliga a Claire a cridar a Kominsky (Héctor Elizondo), un electricista que la companyia va acomiadar poques setmanes abans. Kominsky arregla la bola abans de mitjanit i, en agraïment, Claire el deixa a càrrec de l'operació i surt corrent per veure la caiguda de la bola amb el seu pare, Stan. Mentrestant, la infermera Aimee té una videoconferència amb el seu marit (Common), un soldat de servei a l'Afganistan.
Paul ajuda a Ingrid a complir tots els punts de la llista i ella li dona les entrades. A poc a poc, Elise i Randy s'han anat unint més i més l'un amb l'altre fins a estar a punt de besar-se, però just en aquest moment l'ascensor es repara i Elise surt disparada al concert de Jensen. Randy s'adona que ha oblidat la seva polsera de goma i corre després d'ella. Jensen deixa el seu concert a meitat i, en el ball, es disculpa amb Laura, que el perdona. Sense Jensen a l'escenari, Elise ha de reemplaçar-lo i aconsegueix el favor del públic. Besa a Randy i comencen una relació. Després d'aquest moment arriba l'esperat Any Nou 2012.
Tess i Griffin tenen al seu bebè i, malgrat haver nascut abans, li cedeixen el premi a Grace i James després de descobrir que ara són pares de tres nenes. Mentrestant, després que la seva mare li prohibís anar a la celebració, Hailey s'escapa a Times Square, on veu a una altra noia besant a Seth. Amb el cor trencat, Hailey es topa amb la seva mare, que l'ha estat buscant. Després de reconfortar-la, Kim permet a Hayley anar a una festa, on Seth la troba i es disculpa, explicant-li que l'altra noia li va robar un petó. Hayley el perdona i Seth la besa. Paul es troba amb Ingrid a les 12 i la besa malgrat que ella li dobla l'edat, ja que un petó d'Any Nou era l'únic propòsit que encara no havia complert. Mentre passa això, Kim es dirigeix al punt on va quedar amb Sam, el discurs del qual ha estat tot un èxit. Ella és la misteriosa dona que va conèixer l'any anterior, i finalment descobreixen el nom de l'altre.

## Repartiment

### Repartiment Principal
| Actor                | Personatge          | Descripció |
| -------------------- | ------------------- | --- |
| Michelle Pfeiffer    | Ingrid Whithers     | Una secretària frustrada que decideix fer front als seus propòsits d'Any Nou no complerts.                             |
| Halle Berry          | Aimee               | Una infermera |
| Sarah Paulson        | Grace               | Una dona a punt de ser mare per tercera vegada                                                                         |
| Jessica Biel         | Tess Christensen    | Dona que dona a llum al primer bebè de l'any                                                                           |
| Jon Bon Jovi         | Jensen              | Una gran estrella del rock, enamorat de Laura                                                                          |
| Ludacris             | Brendan             | Un policia de Nova York que treballa en l'espectacle de cap d'any                                                      |
| Robert De Niro       | Stan                | Un home amb càncer terminal                                                                                            |
| Katherine Heigl      | Laura               | Proveedora encarregada del Ball de Màscares d'Ahern Records                                                            |
| Josh Duhamel         | Sam Ahren           | Un directiu de Ahern Rècords que intenta reunir-se en Nova York amb una misteriosa dona que va conèixer l'any anterior |
| Zac Efron            | Paul Cooper         | |
| Frank Rangel         | Jake Carroll        | |
| Héctor Elizondo      | Kominsky            | Electricista que arregla la bola de l'espectacle                                                                       |
| Sofía Vergara        | Ava Cordero         | Cuinera |
| Ashton Kutcher       | Randy McKlein       | Home que odia el Cap d¡Any                                                                                             |
| Sarah Jessica Parker | Kim Cooper          | |
| Seth Meyers          | Griffin Christensen | Home a punt de ser pare                                                                                                |
| Lea Michele          | Elise Richards      | Cantant que forma part del cor de Jensen                                                                               |
| Til Schweiger        | James               | Home a punt de ser pare per tercera vegada                                                                             |
| Hilary Swank         | Claire Morgan       | Encarregada de l'espectacle de la nit de cap d'any                                                                     |
| Carla Gugino         | Doctora Morriset    | |
| Abigail Breslin      | Hailey Cooper       | |

### Repartiment Secundari
| Actor                   | Personatge                                   |
| ----------------------- | -------------------------------------------- |
| Yeardley Smith          | Maude                                        |
| Jake T. Austin          | Seth                                         |
| Carmelo Anthony         | xulo                                         |
| Eddie D'vir             | David                                        |
| Luke Halpenny           | Todd                                         |
| Anchal Joseph           | Model                                        |
| Greg Kinnear            | Duke Bunton                                  |
| Christine Lakin         | Alyssa                                       |
| John Lithgow            | Mr. Cox                                      |
| Katherine McNamara      | Lily                                         |
| Cary Elwes              | Metge de Stan                                |
| Alyssa Milano           | Infermera Melanie Cambridge                  |
| Marcia Miller           | Maggie                                       |
| Leroy S. Mobley         | Christian                                    |
| Russell Peters          | Marcus                                       |
| Ryan Seacrest           | Ell mateix                                   |
| Nat Wolff               | Walter                                       |
| Christian Fortune       | Cody                                         |
| Joey McIntyre           | Nuvi en les noces, amic de Sam               |
| Matthew Broderick       | Cap de Claire Morgan                         |
| Common                  | Espòs de la infermera Aimee                  |
| Mary Elizabeth Winstead | April Painckley, assistent puntual de Jensen |

## Producció

### Rodatge
Encara que la previsió del començament de rodatge era per a desembre de 2010, però va ser cancel·lat fins a febrer de 2011 a Nova York. Volien que algunes escenes fossin rodades en la vespra d'Any Nou però a causa de la cancel·lació no va ser possible.
'New Year's Eve' no és una seqüela d' 'El dia de Sant Valentí' encara que al començament del seu rodatge s'especulés amb això.

## Nominacions
New Year's Eve va guanyar una nominació al premi Razzie en la categoria de pitjor pel·lícula.